# Кубок КОСАФА 1998
Кубок Косафа 1998 — второй розыгрыш Кубка КОСАФА.

## Квалификационный раунд
| Малави | 0 – 1 | Замбия              |
| ------ | ----- | ------------------- |
|        |       | Кеннет Малитоли 39′ |

| Лесото | 0 – 2 | Зимбабве                                              |
| ------ | ----- | ----------------------------------------------------- |
|        |       | Бенджамин Нконджера 47′ · Teele Nts'onyana 55′ (авт.) |

| Намибия                                                       | 3 – 2 (доп. вр.) | ЮАР                             |
| ------------------------------------------------------------- | ---------------- | ------------------------------- |
| Стэнли Гоагосеб 44′ · Бимбо Тьихеро 89′ · Берлин Аухумеб 100′ |                  | Табо Моки 39′ · Фил Масинга 62′ |

| Ботсвана              | 1 – 2 | Мозамбик                    |
| --------------------- | ----- | --------------------------- |
| Тшеписо Молвантва 78′ |       | Тику-Тику 82′ · Авелину 86′ |

| Свазиленд | 0 – 1 (доп. вр.) | Ангола                     |
| --------- | ---------------- | -------------------------- |
|           |                  | Джерри Гамедзе 100′ (авт.) |

## Финальный раунд
| М | Команда  | И | В | Н | П | Мячи  | ±  | О | Примечания |
| - | -------- | - | - | - | - | ----- | -- | - | ---------- |
| 1 | Замбия   | 4 | 2 | 2 | 0 | 4 − 2 | +2 | 8 | Победитель |
| 2 | Зимбабве | 4 | 2 | 0 | 2 | 8 − 5 | +3 | 6 |            |
| 3 | Ангола   | 4 | 1 | 3 | 0 | 5 − 4 | +1 | 6 |            |
| 4 | Намибия  | 4 | 1 | 2 | 1 | 6 − 8 | −2 | 5 |            |
| 5 | Мозамбик | 4 | 0 | 1 | 3 | 2 − 6 | −4 | 1 |            |

И — игры, В — выигрыши, Н — ничьи, П — проигрыши, Мячи — забитые и пропущенные голы, ± — разница голов, О — очки

| Зимбабве | 5 – 2 | Намибия                                     |
| --- | ----- | ------------------------------------------- |
| Шеферд Мурадзиква 36′ · Бенджамин Нконджера 44′ (пен.) · Тауя Мрева 53′ · Питер Ндлову 72′ · Кингстон Ринхемота 81′ |       | Герватиюс Ури Кхоб 55′ · Клеменс Хайсеб 89′ |

| Ангола        | 1 – 1 | Замбия            |
| ------------- | ----- | ----------------- |
| Чикангала 65′ |       | Масаусо Тембо 49′ |

| Замбия            | 1 – 0 | Мозамбик |
| ----------------- | ----- | -------- |
| Аллан Камванга 1′ |       |          |

| Мозамбик | 0 – 2 | Зимбабве                                 |
| -------- | ----- | ---------------------------------------- |
|          |       | Питер Ндлову 81′ · Шеферд Мурадзиква 85′ |

| Намибия             | 1 – 1 | Ангола            |
| ------------------- | ----- | ----------------- |
| Филлемон Ангула 23′ |       | Мигел Перейра 48′ |

| Мозамбик     | 1 – 1 | Ангола     |
| ------------ | ----- | ---------- |
| Арнальду 85′ |       | Minhas 51′ |

| Замбия             | 1 – 1 | Намибия              |
| ------------------ | ----- | -------------------- |
| Хиллари Макаса 23′ |       | Йоханнес Хиндьяу 43′ |

| Ангола                   | 2 – 1 | Зимбабве       |
| ------------------------ | ----- | -------------- |
| Betinho 36′ · Amaral 59′ |       | Тауя Мрева 39′ |

| Намибия                                    | 2 – 1 | Мозамбик    |
| ------------------------------------------ | ----- | ----------- |
| Разундара Тджикузу 89′ · Элифас Шивуте 89′ |       | Паулиту 41′ |

| Зимбабве | 0 – 1 | Замбия             |
| -------- | ----- | ------------------ |
|          |       | Ротсон Киламбе 79′ |

| Победитель Кубка КОСАФА 1998: Замбия 2-й титул |